# Bagogwe
Die Bagogwe sind eine Volksgruppe in Ruanda, die traditionell hauptsächlich im Nordwesten des Landes, nahe der Grenze zu Uganda, als Viehzüchter lebt. Sie wurden allgemein als Untergruppe der Tutsi angesehen.
Der Name Bagogwe ist vom Hügel Bigogwe abgeleitet und lässt sich mit „Leute vom Bigogwe“ übersetzen. Es handelt sich somit eher um eine geographische als eine ethnische Zuordnung. Bis 1991 hatten viele Bagogwe ihre traditionelle Lebensweise zugunsten eines Lebens als Landarbeiter aufgeben müssen. Sie waren ärmer als der Großteil der übrigen Bevölkerung Ruandas, verfügten über keinen politischen Einfluss und heirateten praktisch ausschließlich unter sich.
Am 23. Januar 1991 besetzte die Tutsi-Rebellengruppe RPF, die von Uganda aus gegen die Regierung kämpfte, einen Tag lang die Stadt Ruhengeri. Dies wurde zum Anlass einer Ausrottungskampagne gegen die Bagogwe, die zu Massakern sowie Vergewaltigungen und Plünderungen an dieser Volksgruppe führte. Der Entscheid für diese Aktionen fiel im Kreis der damaligen Regierung und der radikalen Hutu-Power-Bewegung. 
Die Bagogwe wurden von der Propaganda kollektiv als Unterstützer der RPF beschuldigt und für deren Angriffe verantwortlich gemacht. Mit diesen Begründungen wurde die Hutu-Bevölkerung zu Gewalttaten aufgerufen. Das Militär inszenierte einen vermeintlichen RPF-Überfall auf das bedeutende Militärlager von Bigogwe, um bei den Hutu Angst zu verbreiten und die Bereitschaft zur Gewalt zu erhöhen. Die Behörden sperrten das schwer zugängliche Gebiet weitgehend ab, um die Flucht von Bagogwe wie auch den Zugang von Berichterstattern zu verhindern. Sie verweigerten Bagogwe, die die Region verlassen wollten, die dafür notwendigen Papiere. Das Militär unterstützte Zivilisten bei Morden.
Hunderte Bagogwe fielen der Gewalt zum Opfer. Als das Gebiet nach Monaten wieder geöffnet wurde, flohen zahlreiche überlebende Bagogwe und Tutsi nach Kigali. Im August 1991 wurden diese Ereignisse durch eine Mitteilung der RPF international bekannt, in den internationalen Medien wurden sie daraufhin zum Teil als Völkermord bezeichnet. Die ruandische Regierung stritt zunächst ab, dass es diese Morde gegeben hatte, doch Berichterstatter von außen konnten das Bagogwe-Gebiet besuchen und die entsprechenden Berichte bestätigen.
Die Massaker an den Bagogwe dienten – zusammen mit weiteren lokal begrenzten Massakern in den Jahren 1990 bis 1993 – zur Erprobung von Vorgehensweisen, die 1994 beim Völkermord an den Tutsi zum Einsatz kamen. Sie gelten als Vorläufer dieses Völkermordes.
2001 verurteilte ein ruandisches Gericht sieben Personen aus der Gemeinde Kinigi wegen Völkermordes an den Bagogwe.